# Premi Oscar 1983
La 55ª edizione della cerimonia di premiazione dei Premi Oscar si è tenuta l'11 aprile 1983 a Los Angeles, al Dorothy Chandler Pavilion, condotta dagli attori Liza Minnelli, Dudley Moore, Richard Pryor e Walter Matthau.

## Vincitori e candidati
Vengono di seguito indicati in grassetto i vincitori. Ove ricorrente e disponibile, viene indicato il titolo in lingua italiana e quello in lingua originale tra parentesi.

### Miglior film
- Gandhi, regia di Richard Attenborough
- E.T. l'extra-terrestre (E.T. the Extra-Terrestrial), regia di Steven Spielberg
- Missing - Scomparso (Missing), regia di Costa-Gavras
- Tootsie, regia di Sydney Pollack
- Il verdetto (The Verdict), regia di Sidney Lumet

### Miglior regia
- Richard Attenborough - Gandhi
- Wolfgang Petersen - U-Boot 96 (Das Boot)
- Steven Spielberg - E.T. l'extra-terrestre (E.T. the Extra-Terrestrial)
- Sydney Pollack - Tootsie
- Sidney Lumet - Il verdetto (The verdict)

### Miglior attore protagonista
- Ben Kingsley - Gandhi
- Dustin Hoffman - Tootsie
- Jack Lemmon - Missing - Scomparso (Missing)
- Paul Newman - Il verdetto (The Verdict)
- Peter O'Toole - L'ospite d'onore (My Favorite Year)

### Migliore attrice protagonista
- Meryl Streep - La scelta di Sophie (Sophie's Choice)
- Julie Andrews - Victor Victoria
- Jessica Lange - Frances
- Sissy Spacek - Missing - Scomparso (Missing)
- Debra Winger - Ufficiale e gentiluomo (An Officer and a Gentleman)

### Miglior attore non protagonista
- Louis Gossett Jr. - Ufficiale e gentiluomo (An Officer and a Gentleman)
- Charles Durning - Il più bel casino del Texas (The Best Little Whorehouse in Texas)
- John Lithgow - Il mondo secondo Garp (The World According to Garp)
- James Mason - Il verdetto (The Verdict)
- Robert Preston - Victor Victoria

### Migliore attrice non protagonista
- Jessica Lange - Tootsie
- Glenn Close - Il mondo secondo Garp (The World According to Garp)
- Teri Garr - Tootsie
- Kim Stanley - Frances
- Lesley Ann Warren - Victor Victoria

### Miglior sceneggiatura non originale
- Costa-Gavras e Donald E. Stewart - Missing - Scomparso (Missing)
- Alan J. Pakula- La scelta di Sophie (Sophie's Choice)
- David Mamet - Il verdetto (The Verdict)
- Blake Edwards - Victor Victoria
- Wolfgang Petersen - U-Boot 96 (Das Boot)

### Miglior sceneggiatura originale
- John Briley - Gandhi
- Barry Levinson - A cena con gli amici (Diner)
- Melissa Mathison - E.T. l'extra-terrestre (E.T. the Extra-Terrestrial)
- Douglas Day Stewart - Ufficiale e gentiluomo (An Officer and a Gentleman)
- Murray Schisgal, Don McGuire e Larry Gelbart - Tootsie

### Miglior film straniero
- Volver a empezar, regia di José Luis Garci (Spagna)
- Alsino e il condor (Alsino y el cóndor), regia di Miguel Littín (Nicaragua)
- Colpo di spugna (Coup de torchon), regia di Bertrand Tavernier (Francia)
- Il volo dell'aquila (Ingenjör Andrées luftfärd), regia di Jan Troell (Svezia)
- Vita privata (Častnaja žizn'), regia di Julij Rajzman (Unione Sovietica)

### Miglior fotografia
- Billy Williams e Ronnie Taylor - Gandhi
- Jost Vacano - U-Boot 96 (Das Boot)
- Allen Daviau - E.T. l'extra-terrestre (E.T. the Extra-Terrestrial)
- Néstor Almendros - La scelta di Sophie (Sophie's Choice)
- Owen Roizman - Tootsie

### Miglior scenografia
- Stuart Craig, Robert W. Laing e  Michael Seirton - Gandhi
- Franco Zeffirelli e Gianni Quaranta - La traviata
- Rodger Maus, Tim Hutchinson, William Craig Smith e Harry Cordwell - Victor Victoria
- Lawrence G. Paull, David L. Snyder e Linda DeScenna - Blade Runner
- Dale Hennesy e Marvin March - Annie

### Migliori costumi
- Bhanu Athaiya e John Mollo - Gandhi
- Piero Tosi - La traviata
- Albert Wolsky - La scelta di Sophie (Sophie's Choice)
- Elois Jenssen e Rosanna Norton - Tron
- Patricia Norris - Victor Victoria

### Miglior trucco
- Sarah Monzani e Michèle Burke - La guerra del fuoco (La guerre du feu)
- Tom Smith - Gandhi

### Migliori effetti speciali
- Carlo Rambaldi, Dennis Muren e Kenneth Smith - E.T. l'extra-terrestre (E.T. the Extra-Terrestrial)
- Douglas Trumbull, Richard Yuricich e David Dryer - Blade Runner
- Richard Edlund, Michael Wood, Bruce Nicholson - Poltergeist - Demoniache presenze (Poltergeist)

### Miglior montaggio
- John Bloom - Gandhi
- Hannes Nikel - U-Boot 96 (Das Boot)
- Carol Littleton - E.T. l'extra-terrestre (E.T. the Extra-Terrestrial)
- Peter Zinner - Ufficiale e gentiluomo (An Officer and a Gentleman)
- Frederic Steinkamp e William Steinkamp - Tootsie

### Miglior sonoro
- Robert Knudson, Robert Glass, Don Digirolamo e Gene Cantamessa - E.T. l'extra-terrestre (E.T. the Extra-Terrestrial)
- Milan Bor, Todd Boekelheide, Trevor Pyke e Mike Le-Mare - U-Boot 96 (Das Boot)
- Gerry Humphreys, Robin O'Donoghue, Jonathan Bates e Simon Kaye - Gandhi
- Arthur Piantadosi, Les Fresholtz, Dick Alexander e Les Lazarowitz - Tootsie
- Michael Minkler, Bob Minkler, Lee Minkler e Jim La Rue - Tron

### Miglior montaggio sonoro
- Charles L. Campbell e Ben Burtt - E.T. l'extra-terrestre (E.T. the Extra-Terrestrial)
- Mike Le-Mare - U-Boot 96 (Das Boot)
- Stephen Hunter Flick e Richard L. Anderson - Poltergeist - Demoniache presenze (Poltergeist)

### Migliore colonna sonora
- Adattamento con canzoni originali
  - Henry Mancini e Leslie Bricusse - Victor Victoria
  - Ralph Burns - Annie
  - Tom Waits - Un sogno lungo un giorno (One from the Heart)

- Originale
  - John Williams - E.T. l'extra-terrestre (E.T. the Extra-Terrestrial)
  - Ravi Shankar e George Fenton - Gandhi
  - Jack Nitzsche - Ufficiale e gentiluomo (An Officer and a Gentleman)
  - Marvin Hamlisch - La scelta di Sophie (Sophie's Choice)
  - Jerry Goldsmith - Poltergeist - Demoniache presenze (Poltergeist)

### Miglior canzone
- Up Where We Belong, musica di Jack Nitzsche e Buffy Sainte-Marie e testo di Will Jennings - Ufficiale e gentiluomo (An Officer and a Gentleman)
- Eye of the Tiger, musica e testo di Jim Peterik e Frankie Sullivan - Rocky III
- If We Were in Love, musica di John Williams, testo di Alan Bergman e Marilyn Bergman - Yes, Giorgio
- How Do You Keep the Music Playing?, musica di Michel Legrand, testo di Alan Bergman e Marilyn Bergman - Amici come prima (Best Friends)
- It Might Be You, musica di Dave Grusin, testo di Alan Bergman e Marilyn Bergman - Tootsie

### Miglior documentario
- Just Another Missing Kid, regia di John Zaritsky
- Ben's Mill, regia di Michel Chalufour e John Karol
- In Our Water, regia di Meg Switzgable
- After the Axe, regia di Sturla Gunnarsonn
- A Portrait of Giselle, regia di Joseph Wishy

### Miglior cortometraggio
- A Shocking Accident, regia di James Scott
- Ballet Robotique, regia di Bob Rogers
- The Silence, regia di Michael Toshiyuki Uno
- Split Cherry Tree, regia di Andrei Konchalovsky
- Sredni Vashtar, regia di Andrew Birkin

### Miglior cortometraggio documentario
- If You Love This Planet, regia di Terre Nash
- Gods of Metal, regia di Robert Richter
- The Klan: A Legacy of Hate in America, regia di Charles Guggenheim e Werner Schumann
- To Live or Let Die, regia di Terry Sanders
- Traveling Hopefully, regia di John G. Avildsen

### Miglior cortometraggio d'animazione
- Tango, regia di Zbigniew Rybczyński
- Il pupazzo di neve (The Snowman), regia di Dianne Jackson
- The Great Cognito, regia di Will Vinton

## Premi speciali

### Premio alla carriera
- Mickey Rooney in riconoscimento ai suoi sessant'anni di versatilità in una grande varietà di interpretazioni cinematografiche.

### Premio umanitario Jean Hersholt
- Walter Mirisch